# Jean-Louis Viot
Pour les articles homonymes, voir Viot.
Jean-Louis Viot, né le 27 mai 1952 à Laval, est un écrivain français, auteur de roman policier et de roman pour adolescents.

## Biographie
Jean-Louis Viot est policier. Après plusieurs affectations, il termine sa carrière comme commissaire de police à Dieppe. Après avoir quitté la police, il devient détective privé.
En 1993, il publie Une belle garce grâce auquel il est lauréat du prix du Quai des Orfèvres 1994.
Il est également l'auteur de romans pour adolescents.

## Œuvre

### Romans
- Une belle garce, Éditions Fayard (1993)  (ISBN 2-213-03182-7)
- Chantage en poste restante, Esneval éditions (2015)  (ISBN 978-2-9545082-3-8)

### Romans pour adolescents
- Tout faux Ludo !, Casterman, coll. « Romans Casterman dix & plus : mystère » no 52 (1997)  (ISBN 2-203-11788-5)
- Les Cent Mille Briques, Casterman, coll. « Romans Casterman dix & plus : comme la vie » no 191 (2001)  (ISBN 2-203-11927-6)
- Pinot la lune, Esneval éditions (2015)  (ISBN 978-2-9545082-6-9)
- Pour les beaux yeux de Marion, Esneval éditions (2015)  (ISBN 978-2-9545082-5-2)

## Prix et distinctions

### Prix
- Prix du Quai des Orfèvres 1994 pour Une belle garce[1]
- Prix Jeunesse Télévision 2002 pour Les Cent Mille Briques[2],[3]
- Prix Fondcombe 2015 pour Chantage en poste restante[2]